# Explosia
Explosia a.s. — производитель взрывчатых веществ в городе Семтин, Пардубицкого края в Чехии.
Компания была основана в 1920 году. Наиболее известным продуктом компании является пластичная взрывчатка «Семтекс» (SEMTEX), название которой было образовано из первых букв города Семтин и названия производителя — SEMTin+EXplosia. Помимо «Семтекса» производятся также взрывчатые вещества на основе нитроглицерина.